# Bắc Hải (xã)
Bắc Hải là một xã thuộc huyện Tiền Hải, tỉnh Thái Bình, Việt Nam.

## Lịch sử
Năm 1947, xã Bình Thanh được Ủy ban Kháng chiền huyện Kiến Xương, tỉnh Thái Bình thành lập trên cơ sở gồm các xã Dương Liễu trại, Khả Phú, Khả cảnh, Khả Lễ, Khả Cửu và các làng Lập Ấp, Tân Ấp, Đa Cốc trại của xã Đa Cốc thuộc tổng Đa Cốc, quận Trực Định (nay là khu vực Nam Kiến Xương). Năm 1948 Dương Liễu tách ra khỏi xã Bình Thanh để thành lập xã Bình Định và Bắc Hải, năm 1967 địa giới xã Bắc Hải được chuyển sang huyện Tiền Hải để huyện này đủ bốn hướng là các xã khu Đông, khu Tây, khu Nam nay có khu Bắc là Bắc Hải (mặc dù nó không phải nằm ở phía Bắc huyện Tiền Hải).